# Philippe Jousselin
Pour les articles homonymes, voir Jousselin.
Philippe Jousselin, né le 16 avril 1872 à Angoulême, et mort à Cognac le 29 avril 1927, est un coureur cycliste français actif au début du XXe siècle.
Il participe notamment au Tour de France 1904 et fini à la septième place avant d'être disqualifié

## Résultats sur les grands tours

### Tour de France
1 participation
- 1904 : disqualification.